# Мовсес Хоренаци
Мовсе́с Хоренаци́, также известный в источниках дореволюционной, советской России  как Мовсей Хоренский (грабар Մովսէս Խորենացի; традиционно считается, что родился ок. 410 и умер в 490 годах или в начале VI века, вместе с тем ряд учёных относит годы его жизни к периоду между VII—IX веками включительно) — крупнейший армянский средневековый историк, автор монументальной работы «История Армении», за создание которой, несмотря на существование более ранних исторических трудов на армянском (грабаре), был назван «отцом армянской историографии». В англоязычной научной литературе Хоренаци называется «армянским Геродотом». Его исторический труд пропитан чувством национального самосознания и патриотизма.

## Биография
Достоверные сведения о жизни Мовсеса Хоренаци отсутствуют, если не считать предполагаемые автобиографические сведения, содержащиеся в «Истории Армении».
В научных кругах спор вокруг точной биографии Хоренаци окончательно не решен.

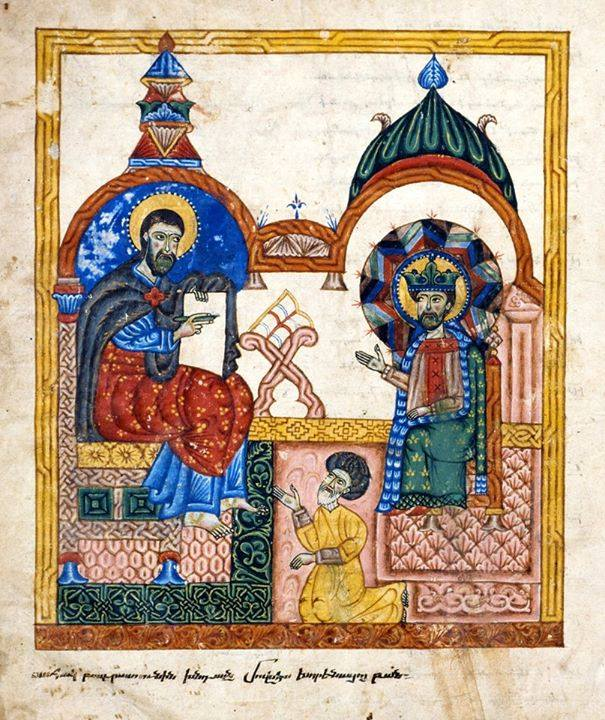
Мовсес Хоренаци и Саак Багратуни, рукопись XIV века

Традиционно считается, что Хоренаци жил в V веке. По преданию, родился в Сюникской области, в деревне Хорен, вследствие чего и получил прозвище Хоренаци. Писавший в 1004—1005 годах Степанос Таронеци впервые связывает его с Таронским регионом, называя Мовсесом Таронеци, епископом Багреванда и Аршаруника. Согласно самому автору, первоначальное образование он получил в основанной создателем армянского алфавита Маштоцем школе. Позднее, после окончания школы в Вагаршапате, где Мовсес Хоренаци изучал греческий, сирийский и пехлевийский (среднеперсидский) языки, он вместе с другими учениками был направлен для продолжения образования за границу, в известную своими библиотеками и архивами Эдессу, а затем в Александрию, тогдашний центр культуры Римской империи. В Александрии Мовсес Хоренаци подробно знакомился с неоплатонической философией.
В то же время некоторые западные историки оспаривают данные о проживании Хоренаци в V столетии и относят его деятельность к промежутку между VII—IX веками. По мнению Дэвида Лэнга, в конце 1970-х годов лишь немногие ученые за пределами Советской Армении поддерживали отнесение «Истории Армении» к V веку. Лорэтта Тер-Мкртичян предполагает, что причиной того, что крупнейшие учёные относят Хоренаци к более позднему времени, могло послужить то обстоятельство, что ряд упоминаемых в «Истории Армении» топонимов и исторических событий более позднего времени являются интерполяциями — позднейшими вставками. Согласно ей, ещё в начале XX века английский арменист Конибера, а в 1940 году академик Малхасянц опровергли доводы о более позднем происхождении Мовсеса Хоренаци. На прошедшей в 1986 году международной конференции по средневековой армянской литературе с докладом «Мовсес Хоренаци и его время» выступил А. В. Мушегян, который, по мнению Лорэтты Тер-Мкртичян, доказал, что Мовсес Хоренаци принадлежит V веку.
Несмотря на то, что не все доводы критиков опровергнуты, ныне господствует традиционная точка зрения, согласно которой Мовсес Хоренаци жил в V веке. При этом большинством учёных из-за анахронизмов в его тексте отвергаются сведения, согласно которым Хоренаци был учеником Месропа Маштоца и главное своё сочинение написал по просьбе князя Саака Багратуни.
Согласно мнению А. П. Новосельцева, хотя господствует традиционная точка зрения, что Хоренаци жил в V веке, но не все доводы её критиков опровергнуты.

## Творчество

### «История Армении»
«История Армении» Мовсеса Хоренаци охватывает период со времён образования армянского народа до указанного в книге времени жизни автора — V века н. э. — и является первым цельным изложением истории Древней Армении. Она содержит богатейший и уникальный материал по древнеармянской мифологии, народному творчеству, языческой религии, внутренней жизни страны и её связям с миром. В ней имеются также многочисленные данные по истории и культуре сопредельных стран. В книге проявляется критическое отношение автора к иным источникам; он отличается исключительными литературными достоинствами — гармоничностью структуры, яркостью описания деятелей и событий, образностью и лаконичностью языка. Труд Мовсеса Хоренаци оказал огромное влияние на армянскую историографию.
«История Армении» состоит из следующих трех частей:
- «Родословие Великой Армении» — история Армении от её начала до основания династии Аршакидов (149 до н. э.);
- «Изложение средней истории наших предков» — продолжение истории от 149 г. до н. э. до смерти св. Григория Просветителя;
- «Заключение истории нашего отечества» — до падения династии Аршакидов в 428 г. н. э.

Хоренаци использовал памятники армянской дохристианской устной литературы. Он хотя и признает их важность и популярность и даёт представление о менестрелях традиционного армянского общества, его христианская ориентация мешает ему воссоздать этот существенный аспект прошлых времён, и как историк живущий в христианские времена, он их не принимает. Типичной чертой «Истории Армении» Мовсеса это объяснение современной ему ситуации с учётом прошлого когда он, например, разъясняет введение дохристианских божеств в Армению.

#### Переводы на русский язык
- Моисей Хоренский (Мовсес Хоренаци). «История Армении Моисея Хоренского»./ Пер. с древнеармянского Н. Эмина. М.:, 1858[27]
  - переиздание: Моисей Хоренский (Мовсес Хоренаци). «История Армении Моисея Хоренского»./ Пер. с древнеармянского Н. Эмина. — СПб., 1893.
  - переиздание: История Армении Моисея Хоренского / Пер. Н. Эмина. Тифлис, 1913.
  - репринт: Изд. В. Секачев, 2019 г. ISBN 978-5-4481-0322-3,
- Мовсес Хоренаци, «История Армении»./Пер. с древнеарм. языка, примечания Г. Саркисяна; Ред. С. Аревшатян.— Ер.: Айастан, 1990.— 291 с., ил. доступный текст

### Другие труды
Мовсесу Хоренаци приписывают следующие сочинения:
- «Риторика»;
- «География» (это сочинение чаще приписывают Анании Ширакаци);
- «Поучение о Преображении Христа»;
- «Речь о св. мученице деве Рипсимии»;
- Богослужебные гимны и песнопения Армянской Церкви;
- «Комментарии к армянской грамматике»
- «Плачь о Армении» и др.

## Критика
Начиная с середины XVIII века был опубликован ряд критических исследований, ставивших под сомнение не только дату написания его труда, но и соответствия описанных в нём событий реальным историческим фактам. Критиками ставилось под сомнение существование некоторых из его источников, указывалось на заимствование из более поздних авторов, а также на несоответствие историческим фактам.
| |  |
| 1. Первое печатное издание, Амстердам, 1695 год 2. Художественное изображение Хоренаци из издания 1752 года |  |

В работе 1938 года Нельсон Дибвойз отмечает, что несмотря на то, что в работах Хоренаци имеется много информации о парфянской истории отсутствующей в других источниках, большинство из утверждений оказываются ошибочными и следующими косвенной традиции, не имеющей ничего общего с известными фактами.
Роберт Томсон отмечает, что Мовсес упоминает должности в византийской Армении, которые были учреждены только после победы императора Ираклия I над персами в 629 году. В книге 1997 года Томсон характеризует работу Хоренаци как наиболее комплексную и в то же время наиболее спорную работу в армянской историографии, которая содержит признаки написания после V века, и в которой автор прибегает к предвзятому изменению используемых источников с целью превознести своих покровителей — княжеский род Багратуни.
Яков Манандян также указывает на ряд анахронизмов в «Истории Армении». Например, в работе упоминаются болгары и хазары во II веке до н. э. Считается, что эти сведения могли быть известны автору из источников VI века. Согласно Манандяну, создании этой работы относится к IX веку.
Первые ссылки на работу Мовсеса Хоренаци содержатся в работе автора VII или X века Мовсеса Каганкатваци и Ованеса Драсханакертци — автора рубежа IX—X веков. Согласно Р. Томсону, историк по имени Мовсес неизвестен в армянской литературе до X века. Единственно возможное упоминание Мовсеса Хоренаци в более ранней литературе может быть в письме, приписываемом Лазарю Парпеци, писавшему около 500 года. Он упоминает умершего к тому времени «философа» Мовсеса, чьи слова «распространяли невежество» и который навлёк на себя гнев монахов и был изгнан, как и сам Лазарь. Однако в работе Лазаря не упоминается, что этот Мовсес создавал какие-либо исторические труды. 

Весьма важным сведением считается то, что автор VI века Атанас Таронаци опирается на труд Хоренаци и упоминает о нём: «474[год], Мовсес Хоренаци, философ и историк».
Как отмечает востоковед Борис Пиотровский, историки, которые выдвигали обвинения Мовсесу Хоренаци, не учли того, что Хоренаци был писателем раннего средневековья и, что зависимость его текста от зависимости источников, является своеобразным приемом. Они также не учли, что во времена Мовсеса Хоренаци писали именно так, и иначе армянский историк, рассказывая о древних временах, писать не мог. Критикующие работу Хоренаци не могли этого учесть, так как подходили к его труду с точки зрения современной науки, а не средневековой. 

Как отмечают Д. Арапов, А. Новосельцев и О. Рапов, Хоренаци широко использовал труды греческих и римских авторов, используя своеобразную интерпретацию их работ. В то же время, он привлек и обширный народный армянский эпос, которым нередко дополнял и иногда «поправлял» античных авторов. Разделы работы Хоренаци касающиеся истории Армении до IV в. н. э., весьма сложны и по-разному оцениваются, хотя в ряде случаев в них имеется добротный материал, дополняющий античные источники и подтвержденный археологическими находками. Одним из таких отрывков является рассказ Хоренаци о межевых камнях царя Арташеса, которые в большом количестве были найдены в последнее время.
По мнению авторов «The Heritage of Armenian Literature: From the Oral Tradition to the Golden Age (Наследие армянской литературы: От устной традиции к Золотому веку)», сегодня почти все доводы критиков Хоренаци опровергнуты. И несмотря на то, что работа армянского историка содержит ряд исторических неточностей, многие из заявлений Хоренаци были подтверждены этнографическими и археологическими находками. Согласно им, имя Хоренаци выделяется среди всех авторов Золотого Века [армянской литературы], а его книга «История армян» является наиболее значительным трудом по своему объёму, философии, литературному стилю и изысканности языка.
Владимир Минорский в своей работе, посвящённой происхождению курдов, говоря о труде армянского историка, отмечает необыкновенную точность географических указаний.
Традиционная датировка этого произведения армянской литературы V веком вызвала много дискуссий и недавнее правдоподобное предложение помещает окончательную версию после 775 года. Таким образом, История Хоренаци предшествует концу VIII века. Армянские историки датируют десятью фрагментами ранее, чем рукописи с полным текстом, но не приводят ни одного из своих прочтений. Фрагмент, хранящийся в Венеции, датируется IX веком или ранее, фрагмент, хранящийся в Вене, датируется IX—X веками, фрагменты, хранящиеся в Матенадаране, датируются X—XI веками, а один фрагмент на бумаге датируется XIV веком. До нас дошло около двадцати рукописей «Истории Армении» Хоренаци. Большинство из них датируются XIII и XIV веками. Писец одной рукописи упоминает, что его рукопись была скопирована с рукописи Нерсеса Ламбронаци. Предполагается, что эта копия является самой старой, так как она датируется XII веком.
Как отмечает историк Джусто Траина, работа Мовзеса Хоренаци имеет плохую репутацию среди учёных поскольку в ней находится слишком большое количество предполагаемых анахронизмов.

## Отношение некоторых армянских историков к некоторым зарубежным критикам Хоренаци
Иностранные ученые, ставящие под сомнение каноническую армянскую историографию, подвергались жестокой критике со стороны ряда советских армянских историков. Рональд Суни в качестве примера таких «националистических выпадов» приводит атаку на Роберта Томсона, который весьма резкими и клеймящими словами ставил под сомнение сведения о жизни и творчестве Хоренаци.

## Память
Именем Мовсеса Хоренаци названа улица в Ереване.